# Emilia Kánya
Emilia Kánya (Buda, 10 de novembro de 1830 – Fiume, 10 de novembro de 1905) foi uma autora hungria, considerada, à época de seu falecimento, a primeira mulher feminista da Hungria. Ao longo de sua vida, publicou, editou e escreveu para a Family Circle, a primeira revista para mulheres no seu país de origem.